# Комуністична партія Білорусі (1918)
Комуністи́чна па́ртія Білору́сі (КПБ; біл. Камуністычная партыя Беларусі) — комуністична партія в Білоруській РСР, що існувала з 1918 до 1991 року. З 1918 до 1952 року мала назву Комуністична партія (більшовиків) Білорусі, КП(б)Б. Фактично припинила своє існування у серпні 1991 року після прийняття Верховною Радою Республіки Білорусь постанови «про тимчасове призупинення діяльності КПБ — КПРС на території Республіки Білорусь».

## Передісторія
Ідея створення Комуністичної партії більшовиків Білорусі зародилась на конференції білоруських секцій РКП(б), що відбувалась у Москві 21—23 грудня 1918 року. На конференції були присутніми делегати Московської, Петроградської, Саратовської, Тамбовської, Мінської та Невельської секцій, які представляли майже тисячу комуністів-білорусів. Конференція обрала виконавчий орган — Центральне бюро білоруських комуністичних секцій на чолі з Дмитром Жилуновичем.

## Створення партії
КП(б)Б було створено 30 грудня 1918 року в Смоленську на VI Північно-Західній обласній конференції РКП(б), яка проголосила себе першим та установчим з'їздом нової партії.
Утворена партія була складовою частиною Російської Компартії (більшовиків). З'їзд обрав Центральне бюро КП(б) Біллорусі (голова Олександр М'ясников), а також ухвалив рішення про створення Радянської Соціалістичної Республіки Білорусі.

## Комуністична партія (більшовиків) Литви й Білорусі
З березня 1919 до листопада 1920 року партію було об'єднано з Компартією Литви у Комуністичну партію (більшовиків) Литви й Білорусі (КП(б)ЛБ). Про утворення єдиної партії Литви й Білорусі було ухвалено рішення на об'єднувальному з'їзді КП(б)Б и КП(б)Л, що проходив 4—6 березня 1919 року та який схвалив також створення Радянської соціалістичної республіки Литви й Білорусі (Литбел). З'їзд обрав Центральний комітет КП(б)ЛБ, до Президії якого увійшли Вінцас Міцкявічюс-Капсукас — голова, Зігмас Ангаретіс, Богуцький, Долецький, Іванов, Мойсей Калманович, Вільгельм Кноріньш (секретар), М'ясников, Йосип Уншліхт, Казимир Циховський, Віктор Яркін та інші.

## Компартія Білорусі у міжвоєнний період (1920–1941)
У лютому—травні 1924 року керівним органом КП(б)Б було Тимчасове Білоруське бюро ЦК РКП(б), створене у зв'язку з поверненням до складу Білоруської РСР східнобілоруських територій, які раніше перебували у складі РРФСР. На XIII конференції Компартії Білорусі, яка відбулась у травні 1924 року був обраний Центральний комітет КП(б)Б.

## Компартія Білорусі у повоєнний період (1941–1991)
У роки Німецько-радянської війни КП(б)Б стала керівним ядром всенародного руху антифашистського Спротиву. В партизанських загонах та підпіллі на окупованій території налічувалось понад 35 тисяч чоловік, діяло 10 обкомів, 185 міжрайонних та районних комітетів КП (б) Б. і 1316 первинних партійних організацій. Майже всі повоєнні керівники Радянської Білорусі мали партизанське минуле. Після звільнення (липень 1944) компартія республіки очолила діяльність з відновлення народного господарства БРСР. У жовтні 1946 в лавах КП (б) Б налічувалось 80403 члени, з них понад 72 % вступили в партію під час війни. У січні 1970 КПБ зросла до 416 тисяч членів. На 1 січня 1990 року чисельність партії становила 697 тисяч чоловік.

## Призупинення діяльності та об'єднання з Білоруською партією комуністів
25 серпня 1991 року, за кілька днів після серпневого путчу, Верховна Рада Республіки Білорусь прийняла Постанови «Про тимчасове призупинення діяльності КПБ-КПРС на території Республіки Білорусь» та «Про департизацію органів державної влади й управління Республіки Білорусь, державних підприємств, установ, організацій та власності Комуністичної партії Білорусі й Ленінського Комуністичного Союзу Молоді Білорусі». У відповідь частина комуністів у жовтні 1991 року створили Ініціативний комітет з відновлення діяльності КПБ, який у грудні того ж року провів установчий з'їзд нової партії, яка отримала назву «Партія комуністів Білорусі» (ПКБ).
У лютому 1993 року Верховна Рада Білорусі скасувала рішення про призупинення діяльності КПБ. Це рішення призвело до того, що в результаті консультацій між керівництвом Партії комуністів Білорусі та представниками КПБ було прийнято рішення про входження останньої до складу ПКБ та передачу нею всіх прав і повноважень політичного, юридичного та майнового правонаступництва Комуністичній партії Білорусі.
Фактичне об'єднання двох структур відбулось на II-ому з'їзді Партії комуністів Білорусі у травні 1993 року.
1996 року частина членів ПКБ, які підтримували політику президента Олександра Лукашенка, вийшла з партії та створила нову політичну структуру під історичною назвою Комуністична партія Білорусі.

### Перші секретарі ЦК КП Білорусії
- 9 серпня 1920 — 25 листопада 1920 — Кнорін Вільгельм Георгійович (голова Тимчасового Центрального Бюро)
- 10 травня 1921 — 11 травня 1922 — Кнорін Вільгельм Георгійович
- травень 1922 — 4 лютого 1924 — Богуцький Вацлав Антонович
- 4 лютого 1924 — 29 вересня 1924 — Асаткін-Владимирський Олександр Миколайович
- 29 вересня 1924 — 5 травня 1927 — Криницький Олександр Іванович
- 5 травня 1927 — 1 грудня 1928 — Кнорін Вільгельм Георгійович
- 1 грудня 1928 — 5 листопада 1929 — Гамарник Ян Борисович
- 8 січня 1930 — 23 січня 1932 — Гей Костянтин Веніамінович
- 23 січня 1932 — 30 січня 1937 — Гикало Микола Федорович
- 18 березня 1937 — 29 липня 1937 — Шарангович Василь Фомич
- 29 липня 1937 — 11 серпня 1937 — Яковлєв Яків Аркадійович (в. о.)
- 11 серпня 1937 — 18 червня 1938 — Волков Олексій Олексійович (в. о.)
- 18 червня 1938 — 7 березня 1947 — Пономаренко Пантелеймон Кіндратович
- 7 березня 1947 — 3 червня 1950 — Гусаров Микола Іванович
- 3 червня 1950 — 28 липня 1956 — Патолічев Микола Семенович
- 28 липня 1956 — 30 березня 1965 — Мазуров Кирило Трохимович
- 30 березня 1965 — 4 жовтня 1980 — Машеров Петро Миронович
- 21 жовтня 1980 — 11 січня 1983 — Кисельов Тихон Якович
- 13 січня 1983 — 6 лютого 1987 — Слюньков Микола Микитович
- 6 лютого 1987 — 28 листопада 1990 — Соколов Єфрем Овсійович
- 28 листопада 1990 — 25 серпня 1991 — Малофеєв Анатолій Олександрович

### Другі секретарі ЦК КП Білорусії
- 12 грудня 1925 — 1927 — Голодєд Микола Матвійович
- 30 вересня 1927 — 25 жовтня 1930 — Василевич Іван Антонович
- 25 жовтня 1930 — 1 березня 1934 — Шарангович Василь Фомич
- 3 серпня 1934 — 20 червня 1937 — Волкович Данило Іванович
- 20 червня 1937 — 29 липня 1937 — Денискевич Микола Михайлович
- 11 серпня 1937 — 30 березня 1938 — Левицький Олексій Михайлович (в. о.)
- 30 березня 1938 — 4 жовтня 1938 — Ананьєв Анатолій Андрійович
- 27 січня 1939 — 16 листопада 1939 — Кольцов Петро Олексійович
- 16 листопада 1939 — травень 1941 — Кулагін Михайло Васильович
- травень 1941 — 2 вересня 1944 — Калінін Петро Захарович
- 2 вересня 1944 — 7 березня 1947 — Кисельов Микола Васильович
- 16 березня 1948 — 19 лютого 1949 — Ігнатьєв Семен Денисович
- 19 лютого 1949 — 27 червня 1953 — Зімянін Михайло Васильович
- 27 червня 1953 — 28 липня 1956 — Авхімович Микола Єфремович
- 28 липня 1956 — 9 квітня 1959 — Кисельов Тихон Якович
- 9 квітня 1959 — 18 грудня 1962 — Сурганов Федір Онисимович
- 18 грудня 1962 — 30 березня 1965 — Машеров Петро Миронович
- 30 березня 1965 — 24 лютого 1971 — Сурганов Федір Онисимович
- 24 лютого 1971 — 4 грудня 1978 — Аксьонов Олександр Никифорович
- 4 грудня 1978 — 17 серпня 1983 — Бровиков Володимир Гнатович
- 17 серпня 1983 — 14 жовтня 1987 — Бартошевич Геннадій Георгійович
- 14 жовтня 1987 — 27 березня 1990 — Ігрунов Микола Стефанович
- 27 березня 1990 — 25 серпня 1991 — Камай Олексій Степанович

### Секретарі ЦК КП Білорусії
- 11 листопада 1920 — 26 листопада 1920 — Вайнер Йосип Абрамович
- 11 листопада 1920 — 16 грудня 1920 — Генкін Юхим Борисович
- 26 листопада 1920 — 18 грудня 1920 — Кнорін Вільгельм Георгійович
- 26 листопада 1920 — 7 січня 1921 — Серебряков Петро Михайлович
- 18 грудня 1920 — 2 березня 1921 — Генкін Юхим Борисович
- 7 січня 1921 — 15 жовтня 1921 — Вайнер Йосип Абрамович
- 2 березня 1921 — 28 квітня 1921 — Гетнер Адольф Христофорович
- 2 березня 1921 — 10 травня 1921 — Кнорін Вільгельм Георгійович
- 10 травня 1921 — 24 липня 1921 — Булат Степан Герасимович
- 16 листопада 1931 — 16 січня 1934 — Риськін Арон Борисович (із постачання)
- 16 листопада 1931 — 6 грудня 1933 — Іванов Іван Олександрович (із транспорту)
- 28 березня 1932 — 16 січня 1934 — Жебровський Вацлав Юліанович (3-й секретар)
- 20 червня 1937 — 25 жовтня 1937 — Потапейко Володимир Дмитрович (3-й секретар)
- 25 жовтня 1937 — 10 червня 1938 — Репінський Марко Якович (3-й секретар) (в. о.)
- 25 липня 1938 — 22 грудня 1940 — Грекова Надія Григорівна (3-й секретар)
- 6 червня 1939 — 16 листопада 1939 — Жилянін Яким Олександрович (із кадрів)
- 6 червня 1939 — 26 березня 1941 — Малін Володимир Никифорович (із пропаганди та агітації)
- 16 листопада 1939 — 22 грудня 1940 — Бойкачов Григорій Мефодійович (із кадрів)
- 22 грудня 1940 — 26 березня 1941 — Ейдінов Григорій Борисович (3-й секретар)
- 22 грудня 1940 — 6 червня 1947 — Авхімович Микола Єфремович (із кадрів)
- 26 березня 1941 — 12 жовтня 1941 — Ванєєв Володимир Григорович (3-й секретар)
- 26 березня 1941 — 26 серпня 1943 — Ейдінов Григорій Борисович (із авіаційної промисловості)
- 26 березня 1941 — 26 серпня 1943 — Прохоров Микола Іванович (із водного транспорту)
- 26 березня 1941 — 26 серпня 1943 — Тур Іван Петрович (із залізничного транспорту)
- 26 березня 1941 — 26 серпня 1943 — Рижиков Йосип Іванович (із лісової промисловості)
- 26 березня 1941 — 26 серпня 1943 — Малін Володимир Никифорович (із промисловості)
- 26 березня 1941 — 26 серпня 1943 — Ганенко Іван Петрович (із будівництва)
- 26 березня 1941 — 26 серпня 1943 — Родителєв Микола Іванович (із текстильної і легкої промисловості)
- 26 березня 1941 — 26 серпня 1943 — Власов Василь Якович (із паливно-енергетичної промисловості)
- 26 березня 1941 — 16 лютого 1947 — Горбунов Тимофій Сазонович (із пропаганди та агітації)
- 26 серпня 1943 — 7 березня 1947 — Малін Володимир Никифорович (3-й секретар)
- 7 березня 1947 — 1 грудня 1947 — Малін Володимир Никифорович (із промисловості)
- 7 березня 1947 — 16 березня 1948 — Ігнатьєв Семен Денисович (із сільського господарства та заготівель)
- 7 березня 1947 — 15 лютого 1949 — Іовчук Михайло Трифонович (із пропаганди та агітації)
- 6 червня 1947 — 15 лютого 1949 — Зімянін Михайло Васильович (із кадрів)
- 1 грудня 1947 — 15 лютого 1949 — Тур Іван Петрович (із промисловості)
- 19 лютого 1949 — 3 червня 1950 — Бренч Петро Михайлович
- 19 лютого 1949 — 3 червня 1950 — Закурдаєв Василь Іванович
- 19 лютого 1949 — 3 червня 1950 — Томашевич Володимир Антонович
- 3 червня 1950 — 17 лютого 1960 — Горбунов Тимофій Сазонович
- 3 червня 1950 — 20 вересня 1952 — Абрасимов Петро Андрійович
- 3 червня 1950 — 20 вересня 1952 — Ганенко Іван Петрович
- 3 червня 1950 — 10 липня 1951 — Чернишов Василь Юхимович
- 29 липня 1955 — 7 грудня 1956 — Абрасимов Петро Андрійович
- 29 липня 1955 — 28 липня 1956 — Кисельов Тихон Якович
- 28 липня 1956 — 9 квітня 1959 — Сурганов Федір Онисимович
- січень 1957 — 1957 — Золов Олексій Ілліч
- 4 грудня 1957 — 18 червня 1968 — Філімонов Дмитро Хомич
- 9 квітня 1959 — 18 грудня 1962 — Машеров Петро Миронович
- 19 лютого 1960 — 24 грудня 1965 — Шауро Василь Филимонович
- 18 грудня 1962 — 30 березня 1965 — Сурганов Федір Онисимович
- 18 грудня 1962 — 23 січня 1968 — Притицький Сергій Осипович
- 30 березня 1965 — 24 грудня 1965 — Смирнов Олексій Олексійович
- 24 грудня 1965 — 22 лютого 1971 — Пілотович Станіслав Антонович
- 23 січня 1968 — 30 квітня 1974 — Міцкевич Володимир Федорович
- 18 червня 1968 — 29 вересня 1978 — Смирнов Олексій Олексійович
- 24 лютого 1971 — 28 липня 1986 — Кузьмін Олександр Трифонович
- 30 квітня 1974 — 6 квітня 1979 — Шевелуха Віктор Степанович
- 29 вересня 1978 — 30 листопада 1990 — Колоколов Юрій Борисович
- 29 вересня 1978 — 28 квітня 1983 — Фірісанов Леонід Семенович
- 6 квітня 1979 — 27 липня 1989 — Дементей Микола Іванович
- 28 квітня 1983 — 30 листопада 1990 — Лєпьошкін Володимир Олександрович
- 28 липня 1986 — 30 листопада 1990 — Печенников Валерій Андрійович
- 18 жовтня 1989 — 27 березня 1990 — Камай Олексій Степанович
- 27 березня 1990 — серпень 1991 — Трутнєв Артур Іванович
- 11 грудня 1990 — 13 квітня 1991 — Лінг Сергій Степанович
- 11 грудня 1990 — серпень 1991 — Русецький Аркадій Володимирович
- 11 грудня 1990 — серпень 1991 — Тихіня Валерій Гурійович
- 29 червня 1991 — серпень 1991 — Зеленовський Анатолій Антонович

### Члени Секретаріату ЦК КП(б) Білорусії
- 15 травня 1924 — 8 грудня 1925 — Дьяков Василь Володимирович
- 15 травня 1924 — 14 листопада 1924 — Трунтаєв Василь Порфирович
- 8 травня 1925 — 27 липня 1926 — Гессен Сергій Михайлович
- 12 грудня 1925 — 5 травня 1927 — Адамович Йосип Олександрович
- 12 грудня 1925 — 3 січня 1927 — Волинський Володимир Олександрович
- 27 липня 1926 — 11 вересня 1928 — Абрамчук Макар Павлович
- 10 січня 1927 — 11 вересня 1928 — Рижов Іван Павлович
- 1927 — 28 березня 1932 — Голодєд Микола Матвійович
- 11 вересня 1928 — 23 січня 1932 — Гантман Веніамін Романович
- 11 вересня 1928 — 8 вересня 1929 — Стасевич Борис Іванович
- 8 вересня 1929 — 26 січня 1931 — Сенкевич Олександр Антонович
- 12 червня 1930 — 23 січня 1932 — Рижов Іван Павлович
- 12 червня 1930 — 1930 — Славінський Адам Семенович
- 26 січня 1931 — 23 січня 1932 — Чернушевич Олександр Оникійович

### Кандидати у члени Секретаріату ЦК КП(б) Білорусії
- 23 січня 1932 — 28 березня 1932 — Гантман Веніамін Романович
- 23 січня 1932 — 28 березня 1932 — Ковальчук Захар Захарович
- 23 січня 1932 — 28 березня 1932 — Рижов Іван Павлович
- 23 січня 1932 — 28 березня 1932 — Чернушевич Олександр Оникійович